# Mercatone Uno (equipo ciclista)
Con el nombre de Mercatone Uno se han conocido a dos equipos ciclistas diferentes a lo largo de la historia, no relacionados entre sí, uno con licencia de San Marino (entre 1992 y 1995) y otro de Italia (entre 1997 y 2003), ambos patrocinados por la firma de supermercados Mercatone Uno. 

## Historia
En 1997, la disolución del equipo Carrera trae consigo la aparición de dos nuevas escuadras en el pelotón internacional: por un lado la marca de ropa deportiva Asics, que acoge al director Davide Boifava y otros cinco corredores, incluyendo a Chiappucci y a Zaina, y por el otro, Mercatone Uno, con Marco Pantani como jefe de filas y Alessandro Giannelli, Giuseppe Martinelli y Davide Cassani como directores deportivos.

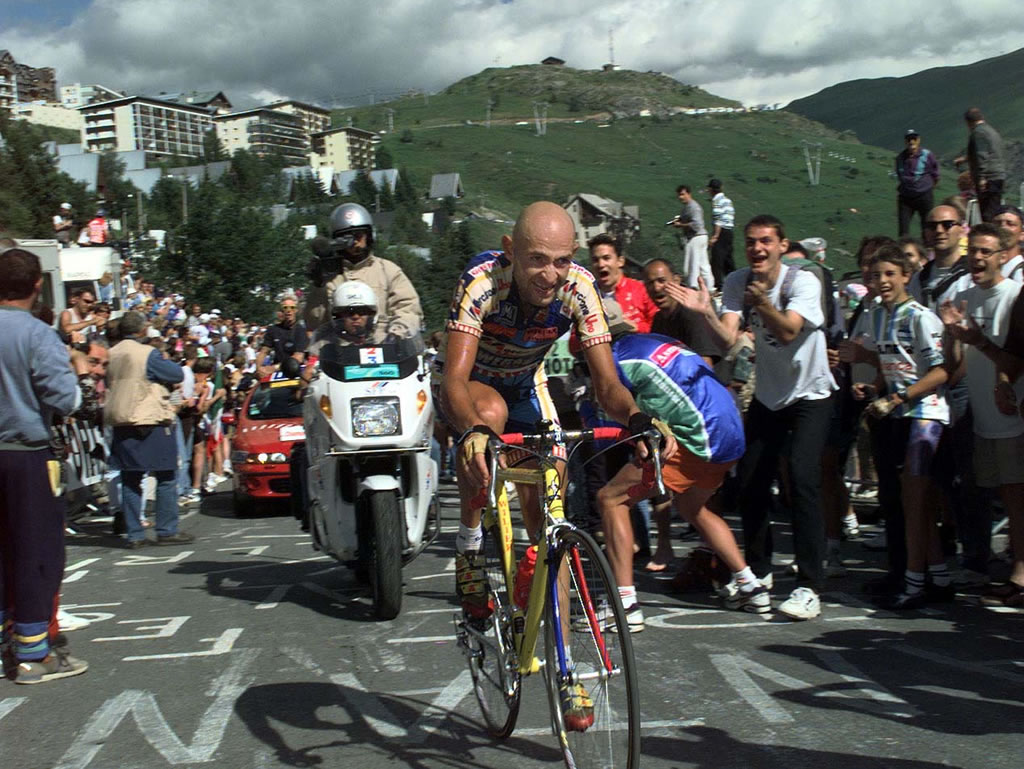
Marco Pantani en el Tour de Francia 1997.

El equipo es concebido alrededor de Pantani, razón por la cual no se ficharon ni sprinters puros ni clasicómanos, algo que podría haber desviado los objetivos del equipo, como declaraba Gimondi en una entrevista. En el primer año, Barbero, Traversoni y Beat y Markus Zberg consiguen algunos triunfos importantes para el equipo, como la Subida a Urkiola, la Coppa Placci y etapas en Semana Catalana, Tirreno-Adriático y Tour de Polonia, aunque sería en el Tour de Francia, de la mano del Pirata, con dos etapas, incluyendo la de Alpe d'Huez y un tercer puesto en la clasificación general final, con quien llegarían los mejores resultados.
La temporada de 1998 marca el punto cumbre de crecimiento del equipo. Stefano Garzelli se adjudica la Vuelta a Suiza y Marco Velo el Campeonato de Italia contrarreloj, pero es una vez más el líder del equipo, Pantani, el encargado de traer las máximas alegrías. El pirata se impone en la clasificación general del Giro de Italia y del Tour de Francia, convirtiéndose así en el 7.º ciclista en conseguir el doblete el mismo año. Pantani dedicó este último triunfo al recientemente fallecido mánager del equipo Mercatone Uno, Luciano Pezzi. Romano Cenni, patrón del equipo, afirmó tras estos triunfos que el patrocinio de la marca continuaría mientras Pantani siguiera compitiendo.
En 1999, se repite la tónica del año anterior, con triunfos en diversas pruebas de un día y etapas en carreras cortas, incluyendo la victoria de Pantani en la Vuelta a Murcia y la reedición del Campeonato de Italia contrarreloj de Marco Velo. En el Giro de Italia, de nuevo Pantani vuelve a brillar con luz propia, con tres triunfos de etapa y la clasificación general prácticamente sentenciada a falta de dos días para la conclusión de la prueba. Sin embargo, Pantani es descalificado por la organización por dar una tasa de hematocrito superior a la permitida. El equipo completo abandona la carrera en solidaridad con la expulsión del Pirata. En el Tour de Francia, sin la presencia del escalador italiano, el equipo obtiene un pobre bagaje, con tan solo un triunfo de etapa por parte del ruso Dimitri Konyshev.

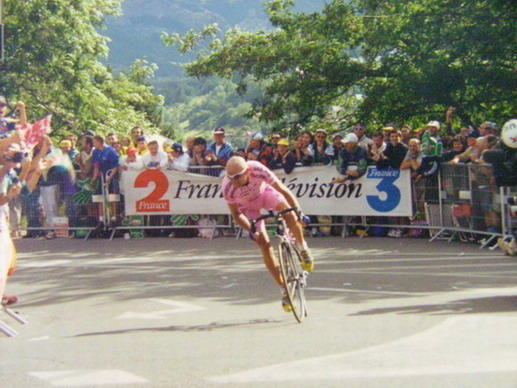
Marco Pantani en el Tour de Francia 2000.

En la temporada 2000, Marco Pantani no es capaz de encontrar su mejor nivel, si bien consigue ganar dos etapas en el Tour de Francia. Sin embargo, el equipo se mantiene con unos resultados decentes, incluyendo la tercera victoria consecutiva de Velo en el Campeonato italiano contra el crono, y el triunfo de un inesperado Stefano Garzelli en la clasificación general el Giro de Italia, el cual agradeció a Pantani la ayuda prestada tras su victoria. No obstante, Garzelli finalizaría prematuramente su contrato para fichar por el equipo Mapei de cara a la siguiente temporada.
Con un Pantani exhausto entre acusaciones por dopaje, participando tan solo esporádicamente en 2001 sin ofrecer un gran nivel, el equipo apenas sobrevive con unos pocos triunfos de Igor Astarloa, Daniele De Paoli, Fabiano Fontanelli y Cristian Moreni. En 2002 la situación no mejora, y tan solo Fontanelli y el kazajo Mizourov (campeón contrarreloj de su país) consiguen triunfos aislados. El abandono de Pantani en el Giro, sumado a que la escuadra no había sido invitada a participar en los Tours de 2001 y 2002, hizo que el patrocinador anunciase una inminente retirada al final de la temporada.
A pesar de los rumores, el equipo se mantuvo en la siguiente temporada, pero lejos de recuperar los éxitos del pasado, apenas destacan en su palmarés las etapas de Ivan Ravaioli en la Semana Lombarda y la victoria en el Giro del Friuli del español Joseba Albizu. Pantani, que fue 14.º en el Giro de Italia volvió a recaer y fue ingresado a consecuencia de una depresión. Los rumores de la retirada del Pirata llevaron a la disolución final del equipo. Buena parte de los integrantes de la escuadra italiana recalaron en el Barloworld sudafricano.

## Corredor mejor clasificado en las Grandes Vueltas
| Año  | Giro de Italia       | Tour de Francia       | Vuelta a España     |
| ---- | -------------------- | --------------------- | ------------------- |
| 1997 | 9.º Stefano Garzelli | 3.º Marco Pantani     | -                   |
| 1998 | 1.º Marco Pantani    | 1.º Marco Pantani     | -                   |
| 1999 | Abandono             | 32.º Stefano Garzelli | -                   |
| 2000 | 1.º Stefano Garzelli | 37.º Enrico Zaina     | -                   |
| 2001 | 11.º Marco Velo      | -                     | 46.º Daniel Clavero |
| 2002 | 37.º Andrey Mizourov | -                     | -                   |
| 2003 | 14.º Marco Pantani   | -                     | -                   |

## Principales corredores
Para las plantillas completas, véase Plantillas del Mercatone Uno
| - Igor Astarloa (2000-2001) - Adriano Baffi (1993-1994) - Sergio Barbero (1997-1999) - Michele Bartoli (1992-1994) - Francesco Casagrande (1992-1995) - Mario Cipollini (1994-1995) - Nico Emonds (1992) - Dario Frigo (1995) | - Stefano Garzelli (1997-2000) - Dmitri Konyshev (1998-1999) - Marco Pantani (1997-2003) - Roberto Petito (1993-1995) - Adrie van der Poel (1993) - John Talen (1994-1995) - Mario Traversoni (1997-1998) - Marco Velo (1998-2000) |

## Palmarés destacado
- Tour de Francia
  - 1997: 2 etapas (Marco Pantani)
  - 1998: General , 2 etapas (Marco Pantani)
  - 1999: 1 etapa (Dmitri Konyshev)
  - 2000: 2 etapas (Marco Pantani)
- Giro de Italia
  - 1998: General , Montaña , 2 etapas (Marco Pantani)
  - 1999: 4 etapas (Marco Pantani)
  - 2000: General , 1 etapa (Stefano Garzelli)
- Vuelta a Suiza
  - 1998: General  2 etapas (Stefano Garzelli)
  - 2000: 1 etapa (Stefano Garzelli)
- Tirreno-Adriático
  - 1997: 1 etapa (Mario Traversoni)
- Volta a Cataluña
  - 2001: 1 etapa (Daniele De Paoli)

## Clasificaciones UCI
| Año  | Mejor corredor individual | Clasificación equipo |
| ---- | ------------------------- | -------------------- |
| 1997 | Beat Zberg (13.º)         | 11.º                 |
| 1998 | Marco Pantani (4.º)       | 10.º                 |
| 1999 | Marco Pantani (27.º)      | 6.º                  |
| 2000 | Stefano Garzelli (14.º)   | 18.º                 |
| 2001 | Igor Astarloa (117.º)     | 22.º                 |
| 2002 | Fabiano Fontanelli (71.º) | 30.º                 |
| 2003 | Eddy Serri (253.º)        | 8.º                  |